# Victorium putoranicum
Victorium putoranicum är en spindelart som beskrevs av Kirill Yeskov 1988. Victorium putoranicum ingår i släktet Victorium och familjen täckvävarspindlar. Inga underarter finns listade i Catalogue of Life.